# Conditions de Sakharov
Pour un article plus général, voir Baryogénèse.
Les conditions de Sakharov est le nom donnés aux différentes conditions qui pourraient permettre la baryogénèse, c'est-à-dire un phénomène qui permettrait de passer d'un état où matière et antimatière se trouvent en quantités exactement identiques dans l'univers primordial, à un état où existe un léger excès de matière sur l'antimatière. Ces conditions sont nommées d'après le physicien russe Andreï Sakharov, qui les a formulées en 1967.

## Les trois conditions de Sakharov
Pour que la baryogénèse puisse avoir lieu, il faut :
- Que la matière et l'antimatière obéissent à des lois physiques différentes. Cela se traduit par une violation de la symétrie C et de la symétrie CP.
- Qu'il existe un processus violant la conservation du nombre baryonique. En effet, le nombre baryonique est égal à la différence entre le nombre de particules de matière (plus précisément le nombre de baryons) et le nombre de particules d'antimatière (d'antibaryons). Ce nombre est supposé initialement nul, et est non nul à l'issue de la baryogénèse, puisque celle-ci génère un excès de baryons.
- Qu'il y ait rupture de l'équilibre thermique. En effet, à l'équilibre thermique, les  réactions tendent à éliminer  un éventuel excès de baryons. Ce n'est que lorsque l'équilibre thermique n'est pas établi qu'un tel excès produit par des réactions violant P et CP peut persister.

Les conditions de Sakharov sont, dans un certain sens, relativement triviales : ce sont des conditions nécessaires pour que la baryogénèse puisse se produire. En pratique, ces conditions ne semblent pas être présente dans le modèle standard de la physique des particules. L'origine de la baryogénèse se situe donc dans une physique au-delà du modèle standard.
Sakharov a par la suite proposé que l'invariance CP reste globalement inviolée en considérant la continuité de l'espace-temps avant le Big Bang. Dans cet univers étendu à t < 0, les mêmes phénomènes se produisent selon une symétrie CPT complète par rapport aux événements survenant à t > 0. La violation de la symétrie CP est inverse dans cet espace-temps à la flèche du temps opposée : l'excès de matière produite après le Big Bang par rapport à l'antimatière, devient un excès d'antimatière avant le Big Bang, du fait de la conjugaison de charge, de la parité et de l'inversion de la flèche du temps que subissent les particules élémentaires en passant par cet instant initial, que Sakharov nommait "point Φ" ou "hypersphère singulière d'étendue zéro" :
« Nous pouvons concevoir que des maximons (ou photons) neutres et sans spin soient produits pour t < 0 à partir d'une matière en contraction ayant un excès d'antiquarks, qu'ils passent « l'un à travers l'autre » à l'instant t = 0 lorsque la densité est infinie, et qu'ils se désintègrent avec excès de quarks lorsque t > 0, réalisant ainsi une symétrie CPT totale de l'univers. Tous les phénomènes correspondant à t < 0 sont, dans cette hypothèse, supposés être des images CPT des phénomènes correspondants à t > 0. »